# Barakamon
Barakamon (яп. ばらかもん, кириліз.: «Дзиґа» в діалекті Гото) — манґа Сацукі Йосіно. Історія Сеішу Хандо, каліграфа, що рухається на заслання у віддалені Острови Ґото біля західного узбережжя Кюсю, і його різні види взаємодії з народом острова.
Square Enix випустила сім томів, копія з восьмого, була випущена у вересні 2013 року. Спіноф манґа під назвою Handa-kun, почала серіалізацію в Monthly Shonen Gangan журналі Square Enix's. Аніме-адаптація була також відзнята. У лютому 2014 року, Yen Press оголосила, що вони ліцензували Barakamon для англомовного релізу в Північній Америці.

## Опис
Сейшу Хандо є каліграфом, незважаючи на свій юний вік. Коли літній куратор виставки критикує його каліграфію за надто банальним («як у зошиті») написанням, Хандо сердиться і вдаряє куратора. На хвилі цієї нетактовність, його батько посилає його на заслання на Острови Ґото — маленькі острови, недалеко від Кюсю, на півдні. Там він зустрічає яскравих жителів, взаємодіє з ними, і починає вчитися жити по-новому. Найпершим приємним потрясінням для Хандо було те, що йому показала місцева дівчинка, а також те, що усі селяни допомогли йому розібрати його пакунки і прибрати будинок.
Місцеві селяни дуже приязні і навчають його бути більш відкритим та позбутися умовностей, від яких він був просто нестерпним у Токіо.

## Персонажі
яп. Seishi Habdo, трансліт. 半 田 清 舟, латиніз. Хандо Сейші
Сейю: Дайсуке Оно
23 роки, майстер-каліграф.
яп. Naru Kotoishi, трансліт. 琴 石 なる, латиніз. Котоші Нару
Сейю: Сузуко Хара
7 років. Вона є учнем першого курсу в місцевій початковій школі.
яп. Miva Yamamura, трансліт. 山村 美 和, латиніз. Йамамура Міва
Сейю: Нзомі Фурукі
яп. Tamako Arai, трансліт. 新 井 珠子, латиніз. Арай Тамако
Сейю: Румі Окубо
Манґака
яп. Hirosa Kido, трансліт. 木 戸 浩 志, латиніз. Кідо Хіроші
Сейю: Кокі Учіяма
Син сільського старости. Він школяр, який отримує середні бали.
яп. Hina Kubota, трансліт. 久保 田 阳 菜, латиніз. Кубота Хіна
Сейю: Ріна Ендо
яп. Kenta, трансліт. ケン 太
Сейю: Сеія Кімура
яп. Akihiko Arai, трансліт. 新 井 明彦, латиніз. Арай Акіхіко
Сейю: Мегумі Хан
яп. Yujiro Kido (Староста), трансліт. 木 戸 裕 次郎 (郷 长), латиніз. Кідо Юджіро (Гочо)
Сейю: Танукі Сугино
яп. IKKO Sakamoto (проректор), трансліт. 坂 本 一行 (教头), латиніз. Сакамото Ікко (Кіото)
Сейю: Фуміхіко Тачікі
яп. Takao Kawafuji, трансліт. 川 藤 鹰 生, латиніз. Кавафуджи Такао
Сейю: Джунічі Сувабе
яп. Kosuke Канзакі, трансліт. 神 崎 康 介, латиніз. Канзакі Косуке
Сейю: Юкі Кадзі
яп. Kosaku Kotoishi (дідусь Нару), трансліт. 琴 石 耕作 (なる の じいちゃん), латиніз. Котоіші Kosaku (Нару но Джічан)
Сейю: Хіроші Іто

## Медіа

### Аніме
Аніме-адаптація від Kinema Citrus почалася трансляцією 5 липня 2014 року. Пісня відкриття «Rashisa» (яп. らし さ) виконується гуртом SUPER BEAVER, і закінчуюча тема це пісня «Innocence» гурту NoisyCell.

#### Список серій
| Номер серії | Назва | Дата прем'єри   |
| ----------- | --- | --------------- |
| 1           | Barakakodon «Barakakodon» (ばらかこどん)                                                                             | 6 липня 2014    |
| 2           | Yakamashika «Yakamashika» (やかましか)                                                                               | 13 липня 2014   |
| 3           | Hitonmochi «Hitonmochi» (ひとんもち)                                                                                 | 20 липня 2014   |
| 4           | Shiman Ontsandon «Shiman Ontsandon» (しまんおんつぁんどん)                                                           | 27 липня 2014   |
| 5           | Going Swimming at the Beach «Un ni oegii /Umi ni oyogi ni iku» (うんにおえぎいっ /海に泳ぎに行く)                    | 3 серпня 2014   |
| 6           | Guys from Tokyo «Yosonmon /Toukyou kara kita Yatsura» (よそんもん /東京から来た奴ら)                                 | 10 серпня 2014  |
| 7           | A High-Grade Fish «Hisan-Iwo /Koukyuuna Sakana» (ひさんいを /高級な魚)                                               | 17 серпня 2014  |
| 8           | Buddhist Chanting Dance «Onde /Nenbutsu Odori» (オンデ /念仏踊り)                                                    | 24 серпня 2014  |
| 9           | Was Almost Seriously Injured «Okega Makucchishita /Ookega shisouni natta» (おけがまくっちした /大怪我しそうになった) | 6 вересня 2014  |
| 10          | Let's All Go Together «Dacchi Ikode/ Minna de ikou» (だっちいこで /みんなで行こう)                                   | 13 вересня 2014 |
| 11          | I Am in Tokyo «Toukyou ni imasu/ Yoseo» (東京にいます /よせおっ)                                                     | 20 вересня 2014 |
| 12          | Glad That You're Back «Kaette Kite Urishika» (かえってきてうりしか)                                                  | 27 вересня 2014 |